# Douglas Wilder
L. Douglas Wilder (nascut el 17 de gener de 1931) és un polític estatunidenc.
Va ser el primer afroamericà escollit governador d'un estat nord-americà, i el segon de tres per a servir com el governador. Wilder va servir com a governador de Virgínia a partir de 1990 fins a 1994. L'any 2005 va prendre possessió del càrrec d'alcalde de Richmond (Virginia).
És membre del Partit Demòcrata.